# Sthenias gracilicornis
Sthenias gracilicornis är en skalbaggsart som beskrevs av J. Linsley Gressitt 1937. Sthenias gracilicornis ingår i släktet Sthenias och familjen långhorningar. Inga underarter finns listade i Catalogue of Life.